# کلفت

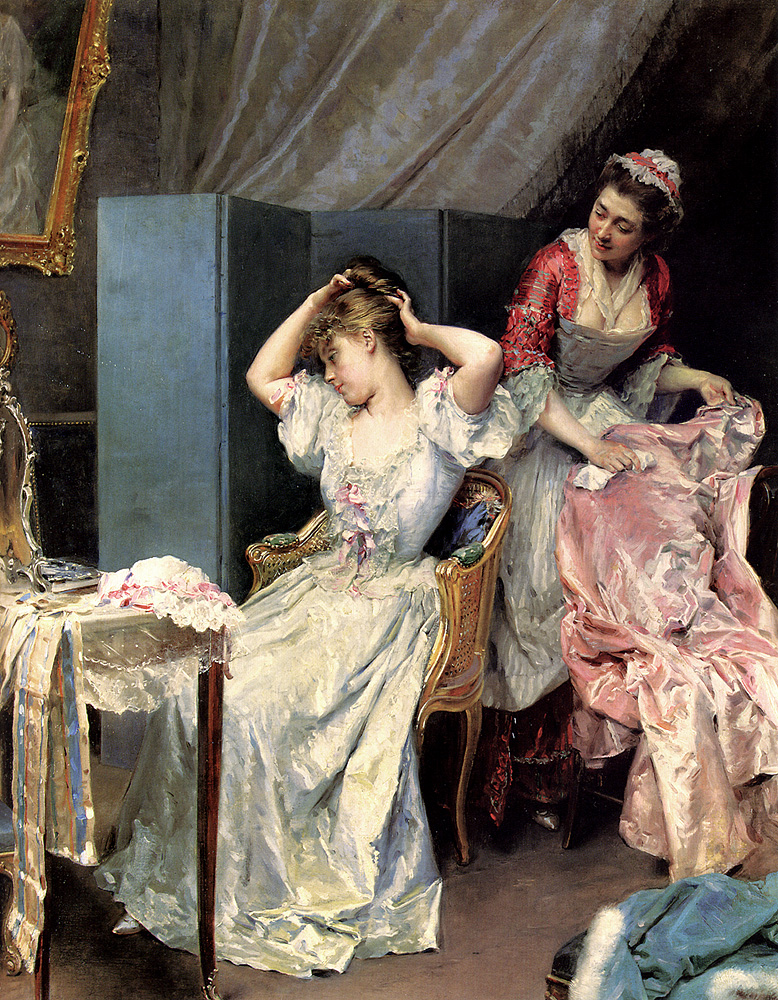
خدمتکار یک دختر خانم نقاشی از ریموندو ۱۸۹۰–۱۹۰۰

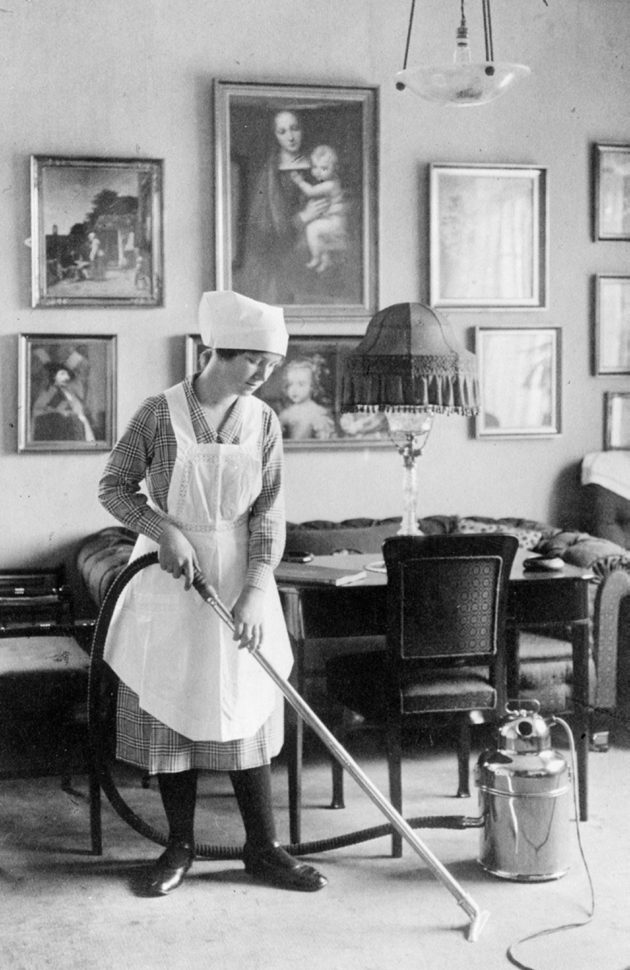
یک خدمتکار مشغول تمیز کردن خانه در دانمارک در سال ۱۹۱۲

کُلفَت یا خدمتکار زنی است که در خانه به انجام کارهای خانه می‌پردازد. افراد ثروتمند برای انجام کارهای داخلی خانه کلفت که زن بود و برای انجام کارهای بیرون خانه نوکر که مرد بود استخدام می‌کردند. در عصر ویکتوریا کلفتی دومین شغل در انگلستان و ولز پس از کار کشاورزی بود.